# Dorjsürengiin Sumiyaa
Dorjsürengiin Sumiyaa (mongol : Доржсүрэнгийн Сумъяа) est une judokate mongole née le 11 mars 1991 luttant en catégorie moins de 57 kg, poids légers. Championne du monde en 2017, elle remporte une médaille d'argent aux Jeux olympiques d'été de 2016 à Rio de Janeiro. Elle compte également une autre médaille mondiale et quatre médailles, dont une d'or, dans les compétitions continentales.

## Biographie
Dorjsürengiin Sumiyaa participe aux mondiaux 2011 où elle s'incline dès son premier match.
En 2012, elle termine à la troisième place des championnats asiatiques de Tachkent. Lors des Jeux olympiques de Londres, elle est éliminée dès son premier combat, par la Coréenne Kim Jan-Di. En fin d'année, elle remporte son premier tournoi classé Grand Prix, le tournoi de Qingdao.
L'année suivante, elle remporte le bronze lors des championnats asiatiques de Bangkok. Le mois suivant, elle remporte une médaille de bronze au Tournoi Grand Chelem de Bakou, puis elle remporte le Masters de judo disputé à Tioumen, face à la Française Automne Pavia. Elle obtient une nouvelle victoire, lors du tournoi de Oulan-Bator.
En 2014, elle termine deuxième du Grand Prix Düsseldorf. Lors des mondiaux, elle est éliminée en demi-finale par la Portugaise Telma Monteiro puis s'incline lors du match pour la médaille de bronze face à la Néerlandaise Sanne Verhagen. En septembre, elle termine troisième des Jeux asiatiques de Incheon.
En février 2015, elle termine de nouveau deuxième du Grand Prix Düsseldorf puis, un mois tard, elle remporte le Grand Prix Tbilisi. Éliminée en quart de finale lors des championnats asiatiques à Koweït, elle remporte dix jours plus tard le Masters mondial de judo de Rabat, face à Hélène Receveaux. En juillet, elle remporte le tournoi de Oulan-Bator. Lors des mondiaux d'Astana, elle passe par les repêchages, éliminée par la Japonaise Kaori Matsumoto, puis obtient la médaille de bronze en battant la Canadienne Catherine Beauchemin-Pinard. Avec l'équipe mongole, elle remporte la médaille de bronze par équipes. Lors des tournois internationaux de fin d'année, elle termine deuxième du tournoi de Paris derrière Telma Monteiro, remporte le tournoi de Qingdao et termine troisième du Grand Slam de Tokyo.
En février de l'année suivante, elle est deuxième du tournoi de Paris, battue par Kim JanDi. Elle enchaîne par une victoire lors des championnats asiatiques de Tachkent, où elle remporte également la médaille d'argent lors de la compétition par équipes. En mai, elle remporte le Masters de judo, disputé à Guadalajara, face à Recevaux comme lors de l'édition précédente. Lors des Jeux olympiques à Rio de Janeiro, elle bat Kaori Matsumoto en demi-finale, puis s'incline en finale face à la Brésilienne Rafaela Silva lors de la compétition des moins de 57 kg,. En fin d'année, elle termine troisième du Grand Prix de Tokyo.
Lors des mondiaux de Budapest, elle parvient à remporter le combat l'opposant en finale à la Japonaise Tsukasa Yoshida. Ce combat se termine après plus de huit minutes dans le golden score.

## Palmarès
| Année | Compétition           | Lieu           | Résultat | Catégorie      |
| ----- | --------------------- | -------------- | -------- | -------------- |
| 2012  | Championnats d'Asie   | Tachkent       | 3e       | Moins de 57 kg |
| 2013  | Championnats d'Asie   | Bangkok        | 3e       | Moins de 57 kg |
| 2014  | Jeux asiatiques       | Incheon        | 3e       | Moins de 57 kg |
| 2015  | Championnats du monde | Astana         | 3e       | Moins de 57 kg |
| 2016  | Championnats d'Asie   | Tachkent       | 1re      | Moins de 57 kg |
| 2016  | Jeux olympiques       | Rio de Janeiro | 2e       | Moins de 57 kg |
| 2017  | Championnats du monde | Budapest       | 1re      | Moins de 57 kg |
| 2018  | Jeux asiatiques       | Jakarta        | 3e       | Moins de 57 kg |
| 2018  | Championnats du monde | Bakou          | 3e       | Moins de 57 kg |

Dans les compétitions par équipes:
| Année | Compétition           | Lieu         | Résultat |
| ----- | --------------------- | ------------ | -------- |
| 2014  | Championnats du monde | Tcheliabinsk | 2e       |
| 2015  | Championnats du monde | Astana       | 3e       |
| 2016  | Championnats d'Asie   | Tachkent     | 2e       |

### Tournois Grand Chelem et Grand Prix
| Année | Compétition              | Lieu              | Résultat | Catégorie      |
| ----- | ------------------------ | ----------------- | -------- | -------------- |
| 2012  | Grand Prix Düsseldorf    | Düsseldorf        | 3e       | Moins de 57 kg |
| 2012  | Tournoi de Qingdao       | Qingdao           | 1re      | Moins de 57 kg |
| 2013  | Grand Chelem de Bakou    | Bakou             | 3e       | Moins de 57 kg |
| 2013  | Masters mondial de judo  | Tioumen           | 1re      | Moins de 57 kg |
| 2013  | Tournoi de Oulan-Bator   | Oulan-Bator       | 1re      | Moins de 57 kg |
| 2014  | Grand Prix Düsseldorf    | Düsseldorf        | 2e       | Moins de 57 kg |
| 2015  | Grand Prix Düsseldorf    | Düsseldorf        | 2e       | Moins de 57 kg |
| 2015  | Tournoi de Tbilissi      | Tbilissi          | 1re      | Moins de 57 kg |
| 2015  | Masters mondial de judo  | Rabat             | 1re      | Moins de 57 kg |
| 2015  | Tournoi de Oulan-Bator   | Oulan-Bator       | 1re      | Moins de 57 kg |
| 2015  | Tournoi de Paris         | Paris             | 2e       | Moins de 57 kg |
| 2015  | Tournoi de Qingdao       | Qingdao           | 1re      | Moins de 57 kg |
| 2015  | Grand Slam Tokyo         | Tokyo             | 3e       | Moins de 57 kg |
| 2016  | Tournoi de Paris         | Paris             | 2e       | Moins de 57 kg |
| 2016  | Masters mondial de judo  | Guadalajara       | 1re      | Moins de 57 kg |
| 2016  | Grand Slam Tokyo         | Tokyo             | 3e       | Moins de 57 kg |
| 2017  | Grand Prix Düsseldorf    | Düsseldorf        | 2e       | Moins de 57 kg |
| 2017  | Grand Prix de Hohhot     | Hohhot            | 2e       | Moins de 57 kg |
| 2017  | Grand Slam d'Abou Dhabi  | Abou Dhabi        | 1re      | Moins de 57 kg |
| 2017  | Masters mondial          | Saint-Pétersbourg | 1re      | Moins de 57 kg |
| 2018  | Grand Slam Ekaterinbourg | Ekaterinbourg     | 3e       | Moins de 57 kg |
| 2019  | Grand Slam Düsseldorf    | Düsseldorf        | 3e       | Moins de 57 kg |